# Lachneratus phasmaticus
Lachneratus phasmaticus – gatunek ryby z rodziny apogonowatych, jedyny przedstawiciel rodzaju Lachneratus. 

## Występowanie
Występuje we wschodniej część Oceanu Spokojnego, na obszarze od Hawajów, aż do Oceanu Indyjskiego. Przebywają na wodach od 3 do 104 metrów głębokości, zazwyczaj wewnątrz lub w pobliżu jaskiń i szczelin. 

## Opis
Jest to gatunek ryby tropikalnej, osiąga około 7 cm długości. 